# 15955 Johannesgmunden
15955 Johannesgmunden è un asteroide della fascia principale. Scoperto nel 1998, presenta un'orbita caratterizzata da un semiasse maggiore pari a 2,7850669 au e da un'eccentricità di 0,0457975, inclinata di 3,08026° rispetto all'eclittica.
L'asteroide è dedicato all'astronomo tedesco Johannes von Gmunden.